# Alfred Leonhard Maluma
Alfred Leonhard Maluma (Lukani, 12 dicembre 1955 – Dar es Salaam, 6 aprile 2021) è stato un vescovo cattolico tanzaniano.

## Biografia
Alfred Leonhard Maluma nacque a Lukani il 12 dicembre 1955 in una numerosa famiglia cattolica.

### Formazione e ministero sacerdotale
Il 17 novembre 1985 fu ordinato presbitero per la diocesi di Njombe nella chiesa parrocchiale di Igwachanya da monsignor Raymond Mwanyika. In seguito fu vicario parrocchiale della parrocchia della cattedrale di San Giuseppe a Njombe, cappellano delle scuole secondarie della diocesi e incaricato dell'apostolato della gioventù dal 1986 al 1989. Nel 1989 venne inviato a Roma per studi. Nel 1994 conseguì il dottorato in teologia morale presso l'Accademia alfonsiana con una tesi intitolata Healing: A Mission to the Contemporary World and Contemporary Man: An Analysis of B. Häring's Thought (Guarigione: una missione per il mondo contemporaneo e l'uomo contemporaneo: un'analisi del pensiero di B. Häring). Tornato in patria fu docente di teologia morale presso il seminario maggiore "Sant'Agostino" di Peramiho dal 1994 alla nomina episcopale.

### Ministero episcopale
L'8 giugno 2002 papa Giovanni Paolo II lo nominò vescovo di Njombe. Ricevette l'ordinazione episcopale il 16 settembre successivo dal cardinale Polycarp Pengo, arcivescovo metropolita di Dar-es-Salaam, co-consacranti l'arcivescovo metropolita di Songea Norbert Wendelin Mtega e il vescovo di Mbinga Emmanuel A. Mapunda. Durante la stessa celebrazione prese possesso della diocesi.
Nell'aprile del 2014 compì la visita ad limina.
Nel 2014 venne eletto presidente del dipartimento per le comunicazioni sociali dell'Associazione dei membri delle conferenze episcopali dell'Africa orientale (AMECEA).
Il 28 marzo 2021 fu ricoverato all'istituto ortopedico dell'ospedale nazionale "Muhimbili" di Dar es Salaam per un grave incidente stradale che gli aveva causato una paralisi agli arti. Morì alle 6:40 del 6 aprile per un arresto cardiaco all'età di 65 anni. Le esequie si tennero il 13 aprile alle ore 10 nella cattedrale di San Giuseppe a Njombe. Al termine del rito fu sepolto nello stesso edificio.

## Opere
- Healing: A Mission to the Contemporary World and Contemporary Man. An Analysis of B. Haering's thought, Roma, Pontificia Universitas Lateranensis Academia Alfonsiana, Institutum Superius Theologiae Moralis, 1996.
- Mang'amuzi Kuhusu Kanisa la Afrika, Peramiho, Benedictine Publications Ndanda, 1996.

## Genealogia episcopale
La genealogia episcopale è:
- Cardinale Scipione Rebiba
- Cardinale Giulio Antonio Santori
- Cardinale Girolamo Bernerio, O.P.
- Arcivescovo Galeazzo Sanvitale
- Cardinale Ludovico Ludovisi
- Cardinale Luigi Caetani
- Cardinale Ulderico Carpegna
- Cardinale Paluzzo Paluzzi Altieri degli Albertoni
- Papa Benedetto XIII
- Papa Benedetto XIV
- Papa Clemente XIII
- Cardinale Enrico Benedetto Stuart
- Papa Leone XII
- Cardinale Chiarissimo Falconieri Mellini
- Cardinale Camillo Di Pietro
- Cardinale Mieczysław Halka Ledóchowski
- Cardinale Jan Maurycy Paweł Puzyna de Kosielsko
- Arcivescovo Józef Bilczewski
- Arcivescovo Bolesław Twardowski
- Arcivescovo Eugeniusz Baziak
- Papa Giovanni Paolo II
- Cardinale Polycarp Pengo
- Vescovo Alfred Leonhard Maluma